# میناس مگردیچ ظهراب

میناس مگردیچ ظهراب (انگلیسی: Minus Megerdich Zorab؛ ۱۸۳۳ – ۱۸۹۶) یک نقاش ارمنی‌تبار اهل هند بود.